# Abdulaziz Hussain
Abdulaziz Hussain Haikal Mubarak Al Balooshi (Abu Dhabi, 10 settembre 1990) è un calciatore emiratino, difensore dell'Al-Bataeh.

## Carriera

### Club
Ha giocato 16 partite nella AFC Champions League.

### Nazionale
Ha partecipato ai Giochi Olimpici di Londra 2012, scendendo in campo contro Uruguay e Senegal, senza mai segnare. Il 6 settembre 2012 esordisce con la nazionale maggiore in una partita amichevole persa per 1-0 contro il Giappone.

## Palmarès

### Club

#### Competizioni nazionali
- Campionato emiratino: 3

Al Ahli: 2013-2014, 2015-2016, 2022-2023
- Coppa del Presidente: 3

Al Ahli: 2012-2013, 2018-2019, 2020-2021
- UAE Super Cup: 5

Al Ahli: 2013, 2014, 2016, 2020, 2023
- Etisalat Emirates Cup: 2

Al Ahli: 2011-2012, 2013-2014

### Nazionale
- Giochi asiatici

2010